# Combiné nordique au Festival olympique d'hiver 2011 de la jeunesse européenne
Pour des articles plus généraux, voir Combiné nordique au Festival olympique d'hiver de la jeunesse européenne et Combiné nordique en 2011.
Navigation
2009 2015
Les épreuves de combiné nordique au Festival olympique d'hiver 2011 de la jeunesse européenne se sont déroulées en février 2011 en République tchèque. 
L'épreuve individuelle est remportée par l'Allemand David Welde devant le Finlandais Jani Peltola et le Norvégien Mads Kristoffer Waaler.
Dans la course par équipes, le relais autrichien composé de Paul Gerstgraser et Philipp Orter devance l'Allemagne et la Finlande.

## Podiums
| Épreuve                     | Or                       | Argent                  | Bronze                  |
| --------------------------- | ------------------------ | ----------------------- | ----------------------- |
| Individuel HS 100 / 7,5 km, | David Welde              | Jani Peltola            | Mads Kristoffer Waaler  |
| Par équipes,                | Autriche - Philipp Orter | Allemagne - David Welde | Finlande - Jani Peltola |

## Tableau des médailles
| Rang  | Nation    | Or | Argent | Bronze | Total |
| ----- | --------- | -- | ------ | ------ | ----- |
| 1     | Allemagne | 1  | 1      | 0      | 2     |
| 2     | Autriche  | 1  | 0      | 0      | 1     |
| 3     | Finlande  | 0  | 1      | 1      | 2     |
| 4     | Norvège   | 0  | 0      | 1      | 1     |
| Total | Total     | 2  | 2      | 2      | 6     |